# 左右不逢源
《左右不逢源》（英語：The Middle，又译：中之道、左右不逢源）是一部由 Eileen Heisler 和 DeAnn Heline 创造的美国情景喜剧，本片于2009年9月30日起在美国广播公司播出。

## 简介
这部剧叙述了居住在西南印第安纳州奥森小镇的中产阶级 Heck 一家的日常生活，中年主妇 Frances "Frankie" Heck (Patricia Heaton 饰演)、她的丈夫 Mike (Neil Flynn 饰演) 和他们的三个孩子 Axl (Charlie McDermott 饰演)、Sue (Eden Sher 饰演) 和 Brick (Atticus Shaffer 饰演)。
整部剧以 Frankie 的口吻叙述，她在本剧开始时是一位业绩不佳的二手汽车推销员，之后成了牙医助手。丈夫 Mike 经营着当地一家采石场，是一家之长。三个孩子各有特点：长子 Axl 充满活力，愤世嫉俗，球技不错但学习成绩不怎么样；女儿 Sue 是一个充满了进取心的少女，但从没有成功做出一件事，社交能力有问题；小儿子 Brick 非常聪明，但同时非常内向，有强迫读书症，行为举止很古怪。

## 演员和角色

### 主要演员
- Patricia Heaton 饰 弗兰基·赫克
- Neil Flynn 饰 迈克·赫克
- Charlie McDermott 饰 艾克索·赫克
- Eden Sher 饰 休·赫克
- Atticus Shaffer 饰 布瑞克·赫克
- Chris Kattan 饰 鲍勃，弗兰基工作上的好友

### 次要演员
- Jeanette Miller、Frances Bay 饰 Edie 与 Ginny Spence，弗兰基的姨妈
- Brock Ciarlelli 饰 Brad，休的男友
- Blaine Saunders 饰 Carly，休的好友
- Jen Ray 饰 Nancy Donahue，赫克家的邻居
- Beau Wirick 饰 Sean Donahue，艾克索的朋友
- Brian Doyle-Murray 饰 Don Elhert，汽车经销店的老板，弗兰基与鲍勃的上司
- Peter Breitmayer 饰 Pete，弗兰基与鲍勃的同事